# Chiến tranh giữa các vì sao: Tập II – Sự xâm lăng của người Vô tính
Star Wars Episode II: Attack of the Clones với tên tiếng Việt là Chiến tranh giữa các vì sao (phần II): Cuộc tấn công của người Vô tính là phần 2 của loạt phim Chiến tranh giữa các vì sao, ra mắt khán giả năm 2002.
Phim diễn ra trong bối cảnh 10 năm sau phần Chiến tranh giữa các vì sao (Phần I): Bóng ma đe dọa, khi dải thiên hà đứng trước bờ vực của nội chiến. Dưới sự lãnh đạo của kẻ nổi loạn người Jedi - Bá tước Doku, hàng ngàn hệ hành tinh đe dọa li khai khỏi nền cộng hòa. Khi mục tiêu giết người nhắm vào thượng nghị sĩ Padmé Amidala, cựu nữ hoàng của hành tinh Naboo, hiệp sĩ Jedi tập sự 19 tuổi Anakin Skywalker được giao nhiệm vụ bảo vệ cô, trong khi thầy anh là Obi-Wan Kenobi được giao nhiệm vụ điều tra mục đích của vụ ám sát. Ngay sau đó Anakin, Padmé và Obi-Wan bị lôi kéo vào lãnh thổ của tổ chức li khai và sự bắt đầu mối đe dọa cho nền cộng hòa, Cuộc chiến tranh của người vô tính.
Phát hành ngày 16/5/2002, Chiến tranh giữa các vì sao (phần II): Sự xâm lăng của người Vô tính là phim đầu tiên được quay hoàn toàn bằng hệ thống kĩ thuật số HD, và là phim đầu tiên phát hành toàn cầu cùng năm với bản gốc. Tuy nhiên, phim không được đánh giá cao và thu lợi nhuận cao bằng những phim phát hành cùng năm là Người nhện 1, Harry Potter và Phòng chứa Bí mật, Chúa tể của những chiếc nhẫn: Hai tòa tháp.

## Nội dung
10 năm sau trận chiến trên hành tinh Naboo, nền Cộng hòa Thiên hà lại bị đe dọa bởi phong trào ly khai được sắp đặt bởi một cựu Bậc thầy Jedi - Bá tước Dooku. Thượng nghị sĩ Padmé Amidala đến Coruscant để bỏ phiếu ủng hộ việc tạo ra một đội quân nhằm hỗ trợ các Jedi chống lại mối nguy hiểm trên. Do suýt bị ám sát khi đến nơi, cô được đặt dưới sự bảo vệ của hai Jedi - sư phụ Obi-Wan Kenobi và đệ tử của ông, Anakin Skywalker. Cả hai bảo vệ Padmé thành công trong lần ám sát tiếp theo và bắt giữ sát thủ, Zam Wesell, nhưng lại bị giết bởi chính kẻ thuê cô ta, một thợ săn tiền thưởng, trước khi kịp tiết lộ danh tính của hắn. Hội đồng Jedi yêu cầu Obi-Wan truy tìm thợ săn tiền thưởng đó, trong khi Anakin nhận nhiệm vụ bảo vệ và hộ tống Padmé trở về Naboo, nơi cả hai bắt đầu yêu nhau dù bộ luật Jedi cấm điều đó.
Obi-Wan lần theo manh mối tìm đến hành tinh đại dương bí ẩn Kamino, tại đây ông phát hiện một đội quân người vô tính được tạo cho phe Cộng hòa theo yêu cầu của Sifo Dyas (một Bậc thầy Jedi đã mất), sử dụng mẫu di truyền của thợ săn tiền thưởng Jango Fett. Obi-Wan đối mặt với Jango, hắn cho biết ý tưởng người nhân bản vô tính xuất phát từ một nhân vật được gọi là Tyranus. Obi-Wan nghi ngờ Jango là tên thợ săn mà ông đang tìm, và sau một trận đánh ngắn, ông đã kịp đặt 1 thiết bị phát tín hiệu lên tàu Slave I của Jango. Lần theo tín hiệu, Obi-Wan đuổi theo Jango và đứa con trai (được nhân bản vô tính) của hắn là Boba đến hành tinh Geonosis. Trong lúc đó, Anakin luôn mơ thấy mẹ mình, Shmi, đang chịu sự đau đớn và quyết định trở về hành tinh quê hương Tatooine cùng với Padmé để cứu bà. Watto bảo rằng hắn đã bán Shmi cho một người nông dân tên Cliegg Lars, người đã trả tự do và cưới bà. Cliegg nói với Anakin rằng bà ấy bị bắt bởi bọn cướp người Tusken từ nhiều tuần trước và rất có thể đã chết. Vẫn quyết tâm đi cứu mẹ, Anakin mạo hiểm đi tìm và tìm thấy bà tại một căn cứ của người Tusken trong trạng thái thoi thóp chờ chết. Chứng kiến mẹ qua đời trong vòng tay của mình, Anakin trong cơn cuồng loạn đã tàn sát tất cả người Tusken trong trại. Anh thú nhận hành động của mình cho  Padmé và thề sẽ tìm cách ngăn cái chết đến với những người mà anh yêu thương.
Trên hành tinh Geonosis, Obi-Wan phát hiện một cuộc họp mặt giữa các phần tử ly khai dẫn đầu bởi Bá tước Dooku, người đang hợp tác phát triển một đội quân người máy cùng với Phó vương Liên đoàn Thương mại, Nute Gunray, là người đã ra lệnh ám sát Padmé. Obi-Wan truyền tin đến hội đồng Jedi nhưng bị quân người máy bắt giữ. Dooku gặp Obi-Wan trong nhà giam và giải thích vai trò của mình trong cái gọi là "Sự liên minh giữa các hệ thống độc lập" này, hắn tiết lộ rằng chúa tể Sith - Darth Sidious - hiện giờ đã thao túng phần lớn Thượng viện Thiên hà. Hắn muốn Obi-Wan gia nhập và cùng nhau ngăn chặn Sidious. Khi Obi-Wan từ chối, Dooku nói rằng sư phụ quá cố của Obi-Wan và đệ tử cũ của Dooku là Qui-Gon Jinn sẽ tham gia nếu ông còn sống. Ở một diễn biến khác, Đại diện Thượng nghị viện Jar Jar Binks đề xuất thành công việc bỏ phiếu trao quyền hạn khẩn cấp cho Đại pháp quan Palpatine, cho phép thành lập một đội quân nhân bản vô tính.
Anakin và Padmé hướng đến Geonosis để cứu Obi-Wan, nhưng họ lại bị bắt giữ bởi Jango. Dooku tuyên án tử hình cho cả ba, nhưng họ được cứu thoát bởi tiểu đoàn quân nhân bản dẫn dắt bởi Yoda, Mace Windu và các Jedi khác. Windu chém đầu Jango trong trận chiến. Obi-Wan và Anakin cản đường Dooku, và họ giao chiến bằng kiếm ánh sáng. Dooku đánh trọng thương Obi-Wan và cắt đứt tay phải của Anakin, nhưng Yoda đã can thiệp và hỗ trợ kịp thời. Dooku sử dụng Thần Lực để đánh lạc hướng Yoda và trốn thoát đến Coruscant, tại đây hắn giao bản vẽ của một siêu vũ khí cho Sidious, người gọi Dooku bằng tên Sith của hắn, Darth Tyranus. Hội đồng Jedi bị chấn động bởi lời tuyên bố của Dooku rằng Sidious đang nắm trong tay cả Thượng viện. Các Jedi nhận ra đây là sự mở đầu cho Cuộc chiến tranh Vô tính. Anakin lúc này có được một bàn tay bằng máy. Anh cùng Padmé làm lễ cưới bí mật trên Naboo, với sự chứng kiến duy nhất của C-3PO và R2-D2.